# Litauische Eishockeyliga 2011/12
Die Saison 2011/12 war die 21. Spielzeit der litauischen Eishockeyliga, der höchsten litauischen Eishockeyspielklasse. Meister wurde zum 17. Mal in der Vereinsgeschichte  der SC Energija, dessen zweite Mannschaft als ESSM Energija Elektrėnai antrat und durch Spieler der ersten Mannschaft verstärkt wurde.

## Modus
In der Hauptrunde absolvierte jede der sechs Mannschaften insgesamt 15 Spiele. Der Erstplatzierte der Hauptrunde wurde Meister. Für einen Sieg nach regulärer Spielzeit erhielt jede Mannschaft drei Punkte, bei einem Sieg nach Overtime gab es zwei Punkte, bei einer Niederlage nach Overtime gab es ein Punkt und bei einer Niederlage nach regulärer Spielzeit null Punkte.

## Hauptrunde
|    | Klub                      | Sp | S  | OTS | OTN | N  | Tore   | Punkte |
| -- | ------------------------- | -- | -- | --- | --- | -- | ------ | ------ |
| 1. | ESSM Energija Elektrenai  | 15 | 12 | 1   | 0   | 2  | 100:45 | 38     |
| 2. | Sporto Centras Elektrenai | 15 | 8  | 0   | 0   | 7  | 84:82  | 24     |
| 3. | Centra Riga               | 15 | 7  | 1   | 1   | 6  | 60:60  | 24     |
| 4. | Delovaja Rus Kaliningrad  | 15 | 6  | 1   | 1   | 7  | 93:94  | 21     |
| 5. | LRK Kédainiai             | 15 | 5  | 2   | 1   | 7  | 66:67  | 20     |
| 6. | Vanvita Vilnius           | 15 | 2  | 0   | 2   | 11 | 50:100 | 8      |

Sp = Spiele, S = Siege, N = Niederlagen, OTS = Overtime-Siege, OTN = Overtime-Niederlage